# OK Partizan (volley-ball féminin)
Maillots
OK Partizan est un club serbe de volley-ball fondé en 1946 et basé à Belgrade, évoluant pour la saison 2020-2021 en Superliga.

## Historique
- 1950 : création de la section volley-ball féminin.
- 1972 : disparition de la section volley-ball féminin.
- 2013 : fusion du Partizan Belgrade et de l'OK Vizura pour former l'OK Partizan Vizura.
- 2016: la section volley-ball féminin est refondé sous le nom de OK Partizan

## Palmarès
- Championnat de Yougoslavie[3]
  - Vainqueur : 1952, 1955, 1956, 1957, 1958, 1960, 1961, 1968.
  - Finaliste : 1959, 1962, 1965, 1966, 1967, 1969, 1970.
- Coupe de Yougoslavie[3]
  - Vainqueur : 1959, 1960.

## Effectifs

### Saison 2020-2021
| No                                        | Nom                                       | Date de naissance                         | Taille                         | Poids                          | Poste                          |
| ----------------------------------------- | ----------------------------------------- | ----------------------------------------- | ------------------------------ | ------------------------------ | ------------------------------ |
| 1                                         | Anđelija Božović                          | 1er juillet 2000                          | 179                            |                                | Libero                         |
| 2                                         | Ana Stojanović                            | 7 octobre 2002                            | 175                            |                                | Libero                         |
| 5                                         | Stasa Zeljković                           | 17 avril 2002                             | 187                            |                                | Centrale                       |
| 6                                         | Ana Drobnjak                              | 2 janvier 2002                            | 183                            | 68                             | Centrale                       |
| 7                                         | Jelena Stanimirović                       | 7 août 1992                               | 181                            | 84                             | Réceptionneuse-attaquante      |
| 8                                         | Andrijana Šejat                           | 16 octobre 1996                           | 183                            | 60                             | Réceptionneuse-attaquante      |
| 9                                         | Jovana Ćirković                           | 14 février 2003                           | 191                            |                                | Réceptionneuse-attaquante      |
| 10                                        | Anja Zubić                                | 21 août 2004                              | 185                            | 64                             | Réceptionneuse-attaquante      |
| 11                                        | Ana Krulj                                 | 25 janvier 2001                           | 183                            |                                | Réceptionneuse-attaquante      |
| 12                                        | Tea Milošević                             | 2 novembre 1997                           | 184                            |                                | Centrale                       |
| 13                                        | Ivana Radonjić                            | 2 octobre 1991                            | 185                            | 74                             | Attaquante                     |
| 17                                        | Anđela Kukobat                            | 16 février 1999                           | 174                            |                                | Libero                         |
| 18                                        | Andjela Tisma                             | 15 avril 2003                             | 184                            |                                | Passeuse                       |
| 19                                        | Ana Marija Jonjev                         | 1er janvier 2000                          | 178                            | 65                             | Passeuse                       |
| 20                                        | Katarina Rodić                            | 14 février 2001                           | 188                            |                                | Centrale                       |
| 23                                        | Ksenija Tomić                             | 10 mars 2004                              | 185                            | 71                             | Réceptionneuse-attaquante      |
|                                           |                                           |                                           |                                |                                |                                |
| Encadrement technique                     | Encadrement technique                     |                                           | Légende                        | Légende                        | Légende                        |
| Entraîneur : Ljubomir Galogaža            | Entraîneur : Ljubomir Galogaža            | Entraîneur : Ljubomir Galogaža            | : Capitaine                    | : Capitaine                    | : Capitaine                    |
| Entraîneur(s) adjoint(s) : Srećko Malović | Entraîneur(s) adjoint(s) : Srećko Malović | Entraîneur(s) adjoint(s) : Srećko Malović | : Joueuse blessée actuellement | : Joueuse blessée actuellement | : Joueuse blessée actuellement |